# Тед Банди
Теодор Роберт Банди (енгл. Theodore Robert Bundy), рођен под именом Теодор Роберт Кауел (енгл. Theodore Robert Cowell), био је амерички серијски убица и силоватељ.

## Детињство и младост
Рођен је 24. новембра 1946. у Берлингтону, Вермонт, САД од Еленор Лујз Ковел. Док идентитет његовог оца остаје непознат, Банди се водио као Лојд Маршал (енгл. Lloyd Marshall) иако је Бандијева мајка касније изјавила да је била заведена од стране ратног ветерана, Џека Вортингтона. Бандијева породица није поверовала у ову причу, но и у изражену сумњу о Лујзином насилном, погрдном оцу, Семјуелу Ковелу. Породици, пријатељима, па чак и младом Теду речено је да су му бака и деда родитељи, а мајка старија сестра. На крају је открио истину, иако се различито сећао околности. Рекао је девојци да му је рођак показао копију извода из матичне књиге рођених након што га је назвао „гадом“, али је биографима Стивену Микоду и Хју Ејнзворту рекао да је потврду пронашао сам. Биографкиња и списатељица злочина Ен Рул, која је Бандија лично познавала, веровала је да то није сазнао све до 1969. године, када је пронашао свој оригинални матични спис у Вермонту. Банди је изразио доживотно незадовољство према мајци што му никада није причала о правом оцу и што га је оставила да сам открије своје право родитеље. У неким интервјуима, Банди је лепо говорио о баки и деки и рекао Рул да се „идентификовао“, „поштовао“ и „држао се“ свог деде. 1987. године, међутим, он и други чланови породице рекли су адвокатима да је Самуел Кауел био тирански насилник и особа која је мрзела црнце, Италијане, католике и Јевреје, тукао своју жену и породичног пса и махао мачкама из суседства. Једном је бацио Луизину млађу сестру Јулију низ степенице, јер се успавала. Понекад је наглас говорио о бићима које нико други није видео и најмање једном се залетео у насилни бес када се поставило питање Бандијевог очинства.
Банди је описао своју баку као плаху и послушну жену која се повремено подвргавала електроконвулзивној терапији депресије и плашила се да напусти њихову кућу пред крај свог живота. Банди је повремено показивао узнемирујуће понашање у раној младости. Џулија се присетила како се пробудила из дремке и нашла се окружена ножевима из кухиње и Бандија како стоји насмејан крај кревета.
Луис је 1950. године променила презиме из Кауел у Нелсон, и на наговор више чланова породице напустила је Филаделфију са сином да би живела са рођацима Аланом и Џејн Скот у Такоми, у држави Вашингтон. Луис је 1951. упознала Џонија Бандија (1921–2007), болничарског кувара, на вечери у Такоминој првој методистичкој цркви. Венчали су се касније те године и Џони Банди је формално усвојио Теда. Џони и Луиз су зачели четворо деце, а иако је Џони покушао да усвоји сина и водио га на камповање и друге породичне активности, Тед је остао дистанциран. Касније, Тед се пожалио својој девојци да Џони није његов прави отац, да „није био превише паметан“ и „није зарадио много новца“.
Банди се различито сећао Такоме када је разговарао са својим биографима. Када је разговарао са Мичодом и Ејнзвортом, описао је како је лутао својим комшилуком, пребирајући бачве за смеће у потрази за сликама голих жена. Када је разговарао са Поли Нелсон, објаснио је како је прегледао детективске часописе, криминалистичке романе и истините криминалне документарце за приче које укључују сексуално насиље, посебно када су приче илустроване сликама мртвих или осакаћених тела. У писму Рул, он је изјавио да „никада, никада није читао детективске часописе за откривање чињеница и дрхтао је при помисли„ да би неко могао." У свом разговору са Мичодом, описао је како би конзумирао велике количине алкохола и „касирао у заједницу“ касно ноћу у потрази за неогрнутим прозорима на којима би могао да посматра како се жене свлаче или „шта год [друго] може да се види.“
Банди је такође разликовао извештаје о свом друштвеном животу. Рекао је Мичоду и Ејнзворту да је као адолесцент „изабрао да буде сам“, јер није био у стању да разуме међуљудске односе. Тврдио је да није имао природан осећај како да развија пријатељства. „Нисам знао због чега људи желе да буду пријатељи“, рекао је. „Нисам знао шта је основа друштвених интеракција.“ Међутим, Бандијеви вршњаци из средње школе рекли су Рул, да је Банди тамо „добро познат и вољен“, и описан је као „риба средње величине у великом рибњаку“.
Скијање низбрдо било је једино значајно Бандијево спортско опредељење; ентузијастично се бавио том активношћу користећи украдену опрему и фалсификоване карте за лифт.
Током средње школе ухапшен је најмање два пута због сумње да је провалио у крађу и крађу аутомобила. Када је навршио 18 година, детаљи инцидента избрисани су из његовог записа, што је уобичајено у Вашингтону.

## Прве серије убистава

### Вашингтон, Орегон
Не постоји консензус о томе када и где је Банди почео да убија жене. Причао је различите приче различитим људима и одбијао је да открије детаље својих најранијих злочина, чак иако је графички детаљно признао десетине каснијих убистава у данима који су претходили његовом погубљењу. Рекао је Нелсону да је прву отмицу покушао 1969. године у Ошен Ситију у држави Њу Џерзи, али никога није убио тек негде 1971. године у Сијетлу. Рекао је психологу Арту Норману да је 1969. у Атлантику убио две жене током посете породици у Филаделфији.
Детективу за убиства Роберту Д. Кепелу наговестио је, али је одбио да детаљно објасни да је починио убиство у Сијетлу 1972. године, и још једно убиство 1973. године у које је умешан аутостоп у близини Тамватера. Рул и Кепел су веровали да је можда почео да убија још као тинејџер.Случајни докази сугерирају да је он могао отети и убити осмогодишњу Ен Мари Бур из Такоме када је имао 27 година 1961. године, навод који је више пута негирао. Његова најранија документована убиства почињена су 1974. када је имао 27 година. До тада је, према његовом сопственом признању, савладао потребне вештине - у ери пре профилисања ДНК - да остави минималне инкриминишуће форензичке доказе на местима злочина.
Убрзо након поноћи 4. јануара 1974 (негде у време када је прекинуо везу са Брукс), Банди је ушао у подрумски стан 18-годишње Карен Спаркс плесачице и студенткиње на УВ. Након што је ударио Спаркс металном шипком њеног кревета, сексуално ју је напао изазивајући велике унутрашње повреде. Остала је без свести 10 дана, али је преживела уз последице трајног физичког и менталног инвалидитета. У раним јутарњим сатима 1. фебруара, Банди је провалио у подрумску просторију Линде Ен Хили, студенткиње УВ-а која је емитовала јутарње радио извештаје о времену за скијаше. Претукао ју је до несвести, обукао у плаве фармерке, белу блузу и чизме и однео.
Током прве половине 1974, студенткиње су нестајале по стопи од око једне месечно. 12. марта Дона Гејл Менсон, 19-годишња студенткиња Евергрин Стејт Колеџа у Олимпији, 95 km (59 mi) југозападно од Сијетла, напустила је своју спаваоницу да би присуствовала џез концерту у кампусу, али никада није стигла. 17. априла, Сузан Елејн Ренкот нестала је док је била на путу до своје спаваонице након вечерњег састанка саветника на Државном колеџу Централ Вашингтон у Еленсбургу, 175 км источно-југоисточно од Сијетла. Две студенткиње из централног Вашингтона касније су се јавиле да известе о сусретима - један у ноћи Ренкортиног нестанка, други три ноћи раније - са човеком који је носио праћку за руку, тражећи помоћ, носећи гомилу књига својој браон или жутосмеђој Волксваген Буби.. 6. маја Роберта Кетлин Паркс напустила је своју спаваоницу на Државном универзитету Орегон у Корвејлису, 135 километара јужно од Портланда, да би попила кафу са пријатељима у Меморијал Јуниону, али никада није стигла.
Детективи из полицијских одељења округа Кинг и Сијетла постајали су све забринутији. Није било значајних физичких доказа, а нестале жене имале су мало заједничког, осим што су биле младе, атрактивне, беле студенткиње са дугом косом раздвојеном у средини. 1. јуна, Бренда Керол Бол, 22, нестала је након што је напустила таверну Флејм у Бјуријерну, у близини међународног аеродрома Сијетл – Такома. Последњи пут је виђена на паркингу како разговара са смеђим мушкарцем с руком у праћци.
У раним јутарњим сатима 11. јуна, студентица Универзитета, Џорџен Хокинс нестала је шетајући јарко осветљеном уличицом између студентског дома свог дечка и њене сестринске куће. Следећег јутра тројица детектива за убиства у Сијетлу прочешљали су целу уличицу на рукама и коленима, не пронашавши ништа. Након што је Хокинсин нестанак објављен, сведоци су се јавили да су те ноћи видели човека који је био у улици иза оближње спаваонице. Био је на штакама са гипсом ноге и мучио се да носи актовку. Једна жена се сетила да ју је мушкарац замолио да му помогне да пребаци случај у његов аутомобил, светло браон Волксваген Бубу. Банди је касније рекао Кепелу да је намамио Хокинс до свог аутомобила пре него што ју је онесвестио помоћу лопате коју је раније ставио поред возила. Потом је ставио лисице на Хокинс и одвезао је до Исакве, где ју је задавио, пре него што је провео целу ноћ са њеним телом. Пре убиства, Хокинс се освестила у аутомобилу и започела разговор са Бандијем, који се сетио да га је обавестила да је сутрадан имала тест шпанског језика и „помислила је да сам је узео да јој помогнем са тестом из шпанског“, додајући „није смешно, али чудно је што ће људи рећи под тим околностима“. Признао је да је у три наврата поново посетио Хокинсин леш. Изјавио је да се вратио у улицу УВ ујутро након Хокинсине отмице и убиства. Тамо је, усред велике истраге на месту злочина, пронашао и прикупио њене наушнице и једну од њених ципела, где их је оставио на суседном паркингу и отишао неопажен.
Током овог периода, Банди је радио у Олимпији као помоћник директора Саветодавне комисије за спречавање криминала у Сијетлу (где је написао брошуру за жене о спречавању силовања). Касније је радио у Одељењу за хитне службе (ДЕС), државној агенцији која је била укључена у потрагу за несталим женама. У ДЕС-у је упознао Керол Ен Бон, два пута разведеном мајком двоје деце која ће, шест година касније, играти важну улогу у завршној фази његовог живота.
Извештаји о шест несталих жена и бруталном премлаћивању Спаркс истакли су се у новинама и на телевизији широм Вашингтона и Орегона. Страх се проширио међу становништвом; стопирање младих жена нагло је опало.
Тихоокеанска северозападна убиства кулминирала су 14. јула, белим даном отмицама две жене са препуне плаже у државном парку Лејк Самамиш у Изаква-у, предграђу 30 км источно од Сијетла.Пет сведока описало је атрактивног младића који је имао белу тениску одећу са левом руком у праћки, говорећи лаганим нагласком, можда као Канађанин или Британац. Представљајући се као "Тед", затражио је њихову помоћ при истоварању једрилице са своје жућкастосмеђе или бронзане Фолксвагенове бубе. Четири су одбили; један га је пратио до аутомобила, видео да нема једрилице и побегао. Три додатна сведока видела су га како прилази Џенис Ен От (23), радници у условном затвору на малолетничком суду Кинг Каунти, са причом о једрилици и гледали су је како напушта плажу у његовом друштву. Отприлике четири сата касније, Денис Мари Наслунд, 19-годишњакиња која је учила за рачунарског програмера, напустила је пикник да би отишла до тоалета и више се није вратила. Банди је и Стивену Мичоду и Вилијаму Хагмајеру рекао да је От још увек била жива када се вратио са Наслундом - и да је једну приморао да гледа како он убија другу - али је то касније демантовао у интервјуу за Луис уочи погубљења.
Полиција округа Кинг, коначно наоружана детаљним описом свог осумњиченог и његовог аутомобила, поставила је летке широм подручја Сијетла. Састављена скица штампана је у регионалним новинама и емитована на локалним телевизијским станицама. Елизабет Клоепфер, Ен Рул, запосленица ДЕС-а и професор психологије са Универзитета УВ препознали су профил, скицу и аутомобил и пријавили Бандија као могућег осумњиченог; али детективи - који су добијали и до 200 напојница дневно - сматрали су да је мало вероватно да би починилац могао да буде чисти студент права без кривичног досијеа за одрасле.
Шестог септембра, два ловца на тетребе налетела су на скелетне остатке От и Наслунд близу услужног пута у Изакви, 3 км (3 км) источно од државног парка Лејк Самамиш. Бутну кост и неколико пршљенова пронађених на том месту, а Банди је касније идентификовао као Џорџан Хокинс. Шест месеци касније, студенти шумарства са Грин Ривер Комјунити Колеџа открили су лобање и мандибуле од Хили, Ранкорт, Парк и Бал на планини Тејлор, где је Банди често планинарио, источно од Изакве. Остаци Менсонове никада нису пронађени.

### Ајдахо, Јута и Колорадо
У августу 1974, Банди је добио другу стипендију на Правном факултету Универзитета у Јути и преселио се у Солт Лејк Сити, остављајући Клоепфер у Сијетлу. Иако је често звао Клоепфер, излазио је са „најмање десетак“ других жена. Када је други пут проучавао курикулум за прву годину, „био је схрван сазнавши да су остали студенти имали нешто, неки интелектуални капацитет, а што он није. Сматрао је да су часови потпуно неразумљиви. “Било је то велико разочарање“, рекао је.
Следећег месеца започео је нови низ убистава, укључујући два која ће остати неоткривена све док их Банди не призна мало пре погубљења. 2. септембра је силовао и задавио још увек неидентификованог стопера у Ајдаху, а затим је остатке одмах одложио у оближњу реку, или се сутрадан вратио да фотографише и раскомада леш.2. октобра киднаповао је 16-годишњу Ненси Вилкок у Холадеју, предграђу Солт Лејк Ситија. Њени остаци су сахрањени у близини националног парка Капитол Риф, око 200 км јужно од Холадеја, али никада нису пронађени.
Дана 18. октобра Мелиса Ен Смит - 17-годишња ћерка шефа полиције Мидвејла (другог предграђа Солт Лејк Ситија) - нестала је након напуштања пицерије. Њено голо тело пронађено је у оближњем планинском подручју девет дана касније. Постмортално испитивање показало је да је можда остала жива и до седам дана након нестанка. 31. октобра, Лаура Ен Ејм, такође 17 година стара, нестала је 40 километара јужно у Лехију након што је напустила кафић нешто после поноћи. Њено голо тело пронашли су планинари 14 километара североисточно у америчком кањону виле на Дан захвалности. Обе жене су претучене, силоване, содомизиране и задављене најлонским чарапама. Годинама касније, Банди је описао своје постморталне ритуале са лешевима Смит и Ејм, укључујући шампонирање косе и наношење шминке.
У касним поподневним сатима 8. новембра, Банди се обратио 18-годишњој телефонској оператерки Керол ДаРонч у Мареју,мање од миље од ресторана Мидвејл у коме је Мелиса Смит последњи пут виђена. Идентификовао се као "полицајац Розланд" из полицијске управе Мареј и рекао ДаРонч да је неко покушао да јој провали у аутомобил. Замолио ју је да га прати у станицу како би поднео жалбу. Када је ДаРонч рекла Бандију да вози цестом која није водила до полицијске станице, одмах је повукао раме и покушао да јој стави лисице. Током њихове борбе, нехотице је причврстио обе лисице на исти зглоб, а ДаРонч је успела да отвори врата аутомобила и побегне. Касније те вечери, Дебра Кент, седамнаестогодишња ученица средње школе у Боунтифулу, 30 км северно од Мареја, нестала је након што је у школи изашла са позоришне представе по свог брата. Школски наставник драме и ученик рекли су полицији да је „незнанац“ тражио од сваког од њих да изађу на паркинг како би идентификовали аутомобил. Други студент је касније видео истог човека како корача у задњем делу гледалишта, а наставник драме га је поново приметио мало пре краја представе. Испред гледалишта, истражитељи су пронашли кључ који је откључао лисице уклоњене са зглоба Керол ДаРонч.
У новембру је Елизабет Клепфер други пут позвала полицију округа Кинг након што је прочитала да младе жене нестају у градовима који окружују Солт Лејк Сити. Детектив Ранди Хергесмајер из одељења за злочине детаљно ју је интервјуисао. Тада се Банди знатно попео на хијерархију сумње у округу Кинг, али сведок на језеру Самамиш, којег детективи сматрају најпоузданијим, није успео да га идентификује из фото поставе. У децембру је Клепфер назвала шериф округа Солт Лејк и поновила своје сумње. Бандијево име је додато на њихову листу осумњичених, али у то време ниједан веродостојан форензички доказ није га повезао са злочинима у Јути. У јануару 1975. Банди се вратио у Сијетл након завршних испита и провео недељу дана са Клепфер, која му није рекла да га је у три наврата пријавила полицији. Планирала је да га посети у Солт Лејк Ситију у августу.
Дана 12. јануара, 23-годишња регистрована медицинска сестра по имену Карин Кембел нестала је док је шетала добро осветљеним ходником између лифта и њене собе у гостионици Вилдвуд у селу Сновмас, (640 км) југоисточно од Солт Лејк Ситија. Њено голо тело пронађено је месец дана касније, поред земљаног пута одмах надомак одмаралишта. Убили су је ударци у главу тупим инструментом који јој је на лобањи оставио карактеристична удубљења; њено тело је такође имало дубоке посекотине оштрог оружја. 15. марта, 160 km (99 mi) североисточно од Сновмаса, инструкторка скијања Вејл Канинигем (26) нестала је док је шетала из свог стана на вечеру са пријатељицом. Банди је касније рекао истражитељима из Колорада да је пришао Канингем на штакама и замолио је да му помогне носити његове скијашке ципеле до његовог аутомобила, где ју је ударио палицама и лисицама, а затим је напао и задавио на секундарном месту у близини Рајфла, 140 км западно од Вејла. Недељама касније, одвезао се на шест сати вожње од Солт Лејк Ситија да посети њене остатке.
Денис Лин Оливерсон, 25, нестала је близу границе Јуте и Колорада у Гранд Џанкшану 6. априла, док се возила бициклом до куће својих родитеља; њен бицикл и сандале пронађени су испод вијадукта у близини железничког моста.
Дана 6. маја, Банди је намамио 12-годишњу Лине Дон Кулвер из средње школе Аламеда, Ајдахо, на 255 км северно од Солт Лејк Ситија. Утопио ју је, а затим је сексуално напао у својој хотелској соби, пре него што је њено тело одложио у реку.
Дана 28. јула Сузан Кертис нестала је из кампуса универзитета у Прову, 70 км јужно од Солт Лејк Ситија. Кертисино убиство постало је последње Бандијево признање, снимљено касетом неколико тренутака пре него што је ушао у извршну комору. Тела Вилкок, Кент, Канингем, Оливерсон, Кулвер и Кертиса никада нису пронађена.

## Хапшење и прво суђење
Дана 16. августа 1975. године, Бандија је ухапсио официр патроле аутопута Јута, Боб Хејвард у Грангеру (другом предграђу Солт Лејк Ситија). Хејвард је приметио како Банди крстари стамбеном зоном у предвечерње сате; Банди је великом брзином побегао из тог подручја након што је видео патролни аутомобил. Полицајац је претражио аутомобил након што је приметио да је Фолксваген сувозачево седиште уклоњено и постављено на задња седишта. Пронашао је скијашку маску, другу маску израђену од најлонки, траке, лисице, врећу за смеће, конопац и друге предмете за које се у почетку претпостављало да су алати за провалу. Банди је објаснио да је скијашка маска намењена скијању, лисице је пронашао у контејнеру, а остало су уобичајени предмети за домаћинство. Међутим, детектив Џери Томпсон се сетио сличног осумњиченог и описа аутомобила из отмице ДаРонч у новембру 1974, што се поклапа са Бандијевим именом из Клепферовог телефонског позива у децембру 1974. У потрази за Бандијевим станом полиција је пронашла водич за скијалишта у Колораду са квачицом код Вилдвуд Инаи брошуру која је рекламирала представу средње школе Вивмонт у Боунтифулу, где је Дебра Кент нестала. Полиција није имала довољно доказа да задржи Бандија и пуштен је на слободу. Банди је касније рекао да су претраживачи пропустили скривену колекцију полароидних фотографија његових жртава, које је уништио након што је пуштен.
Полиција Солт Лејк Ситија поставила је Бандија на 24-часовно надгледање, а Томпсон је са још двојицом детектива одлетео у Сијетл да разговара са Клепфер. Рекла им је да је у години пре Бандијевог пресељења у Јуту открила предмете које "није могла да разуме" у својој кући и у Бандијевом стану. Међу тим предметима биле су штаке, врећа гипса у Паризу за коју је признао да је крао из једне медицинске куће и нож за месо који никада није коришћен за кување. Додатни предмети су хируршке рукавице, оријентални нож у дрвеном ковчегу који је држао у свом претинцу за рукавице и врећа пуна женске одеће. Банди је био непрекидно у дуговима, а Клепфер је сумњала да је украо готово све што је имало значајну вредност. Када се суочила с њим због новог телевизора и стерео уређаја, упозорио ју је: „Ако некоме кажеш, сломићу ти ј***ни врат.“ Рекла је да се Банди „јако узнемирио“ кад год је помислила да се ошиша, а њена коса је била дугачка и раздвојена у средини. Понекад би се пробудила усред ноћи и пронашла га испод покривача кревета батеријском лампом, како испитује њено тело.
У септембру је Банди продао своју Фолксваген Бубу тинејџеру Мидвејла.Полиција Јуте га је запленила, а техничари ФБИ-а су га демонтирали и претражили. Пронашли су длаке које се подударају са узорцима добијеним са тела Керин Кемпбел.Касније су такође идентификовали праменове косе који се „микроскопски не могу разликовати“ од оних Мелисе Смит и Керол ДаРонч. ФБИ-јев специјалиста за лабораторију Роберт Нил закључио је да би присуство праменова косе у једном аутомобилу који се подудара са три различите жртве које се никада нису упознале било „случајност запањујуће реткости“.
Дана 2. октобра, детективи су Бандија поставили у састав. ДаРонч га је одмах идентификовала као „полицајца Росланда“, а сведоци из Боунтифула препознали су га као странца у средњошколској дворани.Није било довољно доказа да га се повеже са Дебром Кент (чије тело никада није пронађено, иако је скелетни фрагмент пронађен у близини школе касније ДНК анализом идентификован као Кент). Било је више него довољно доказа да га се оптужи за тешку отмицу и покушај кривичног напада у случају ДаРонч. Ослобођен је уз кауцију од 15.000 долара, а њу су платили његови родитељи, док већину времена између оптужнице и суђења провео је у Сијетлу, живећи у Клепферовој кући. Полиција у Сијетлу није имала довољно доказа да га оптужи за убиства на северозападном Пацифику, али га је држала под строгим надзором.
У фебруару 1976. године, Бандију се судило за отмицу ДаРонч. По савету свог адвоката Џона О’Конела, Банди се одрекао права на пороту због негативног публицитета око случаја. После четвородневног суђења и викенда, судија Стјуарт Хенсон Јр. прогласио га је кривим за отмицу и напад. У јуну је осуђен на казну од једне до петнаест година у државном затвору у држави Јута. У октобру је пронађен како се скрива у грмљу у затворском дворишту носећи „комплет за бекство“ - мапе путева, ред летења и карту социјалног осигурања - и провео је неколико недеља у самици. Касније тог месеца, власти у Колораду оптужиле су га за убиство Керин Кембел. После периода отпора, одустао је од поступка изручења и пребачен је у Аспен у јануару 1977.

## Бекства
Дана 7. јуна 1977, Банди је превезен 64 km (40 mi) од затвора округа Гарфилд у Гленвоод Спрингсу до суднице округа Питкин у Аспену на прелиминарно саслушање. Он је изабрао да буде свој адвокат, па га је судија изузео из ношења лисица или окова за ноге. Током паузе затражио је да посети правну библиотеку суда како би истражио његов случај. Док је био заштићен од погледа својих стражара иза полице с књигама, отворио је прозор и скочио на земљу из друге приче, повредивши десни чланак при паду. Након што је скинуо спољни слој одеће, прошетао је Аспеном док су се на његовој периферији постављале блокаде путева, а затим пешачио према југу на планину Аспен. У близини њеног врха провалио је у ловачку кабину и украо храну, одећу и пушку.Следећег дана напустио је кабину и наставио на југ према граду Крестед Бут, али се изгубио у шуми. Два дана је бесциљно лутао планином, пропустивши две стазе које су водиле надоле до његовог одредишта. Три дана касније, украо је аутомобил на ивици голф терена Аспен. Смрзнут, неиспаван и у сталним боловима уганутог скочног зглоба, одвезао се натраг у Аспен, где су двојица полицајаца приметила како се његов аутомобил тка у и ван траке и зауставили га. Био је у бекству шест дана. У аутомобилу су се налазиле мапе планинског подручја око Аспена које су тужиоци користили да покажу локацију тела Карин Кембел (као његов властити адвокат, Банди је имао право открића), што указује да његово бег није био спонтани чин, већ да је планиран.
У ноћи 30. децембра, са већином затворског особља на божићним празницима и ненасилним затвореницима на слободи са породицама, Банди је гомилао књиге и досијее у свом кревету, покривао их ћебетом да симулира његово уснуло тело и пењао се у простор за пузање. Пробио је таваницу у стан главног тамничара - који је вече био са супругом - пресвукао се у уличну одећу из ормара тамничара и изашао на улазна врата ка слободи.
Након крађе аутомобила, Банди се одвезао на исток из Гленвоод Спрингса, али се аутомобил убрзо покварио у планинама на међудржавној улици 70. Возач у пролазу одвезао га је до Вејла, 97 километара источно. Одатле је ухватио аутобус за Денвер, где се укрцао на јутарњи лет за Чикаго. У Гленвоод Спрингсу, запослени у затвору нису открили бекство до поднева 31. децембра, више од 17 сати касније. Тада је Банди већ био у Чикагу.

## Флорида
Из Чикага, Банди је возом путовао до Ен Арбор, Мичиген, где је био присутан у локалној кафани 2. јануара. Пет дана касније, украо је аутомобил и одвезао се до Атланте, где се укрцао у аутобус и стигао у Талахаси, Флорида, ујутро 8. јануара. Изнајмио је собу под псеудонимом Крис Хаген у хотелу Холидеј Ин у близини државног универзитета Флорида, (ФСУ) кампус.
У раним сатима 15. јануара 1978. - недељу дана након доласка у Талахаси - Банди је ушао у сестринство Чи Омега из ФСУ-а кроз задња врата са неисправним механизмом за закључавање. Почевши око 2:45 ујутро, ударио је Маргарет Бовман (21) комадом храстовог огревног дрвета док је спавала, а затим је гаротирао најлонском чарапом.Затим је ушао у спаваћу собу двадесетогодишње Лисе Леви и претукао је у несвести, задавио је, поцепао јој једну брадавицу, загризао је дубоко у задњицу и сексуално је напао. У суседној спаваћој соби напао је Кејти Клајнер сломивши јој вилицу и дубоко јој раздеравши раме; и Карен Чендлер, која је претрпела потрес мозга, сломљену вилицу, губитак зуба и згњечен прст. Чендлер и Клејнер преживеле су напад; Клејнер је касније њихов опстанак приписала аутомобилским фаровима који су осветљавали унутрашњост њихове собе и застрашивали нападача. Детективи Талахасија касније су утврдили да су се четири напада догодила за мање од 15 минута, у кругу од више од 30 сведока који нису чули ништа. По изласку из сестринске куће, Банди је упао у подрумски стан на осам блокова даље и напао студентицу ФСУ Шерил Томас, ишчашивши јој раме и преломивши вилицу и лобању на пет места. Остала јој је трајна глувоћа и равнотежна штета која је завршила њену плесну каријеру. На Томасовом кревету полиција је пронашла мрљу од сперме и „маску од најлонки“ која садржи две длаке „сличне Бандијевој у класи и карактеристикама“.
Следећег јутра у средњој школи Лејк Сити, учитељица је позвала 12-годишњу Кимберли Дајен Лич у своју родну собу да узме заборављену ташну; никада се није вратила на наставу. Седам недеља касније, након интензивне потраге, њени делимично мумифицирани остаци пронађени су у шупи за свиње у близини државног парка Совни Ривер, 35 mi (56 km) северозападно од Лејк Ситија.Изгледало је да је силована, док је доње рубље пронађено у близини тела покривено са спермом. Убијена је помоћу ножа.
Дана 12. фебруара, са недовољно готовине за плаћање заостале станарине и са све већом сумњом да га полиција затвара, Банди је украо аутомобил и побегао из Талахасија, возећи се према западу преко Флориде Пендејл. Три дана касније, око 1:00 ујутро, зауставио га је полицајац Пенсакола Дејвид Ли у близини државне линије Алабаме, након што су "потраживања и налога" показала да је украдена његова Фолксваген Буба.Када му је речено да је ухапшен, Банди је ногом ударио Лија и побегао. Ли је испалио хитац упозорења, након чега је уследила друга рунда, кренуо у потеру и позабавио се њиме. Њих двојица су се мучили око Лијевог пиштоља пре него што је полицајац коначно савладао и ухапсио Бандија.Док је Ли транспортовао свог осумњиченог у затвор, несвестан да је управо ухапсио једног од десет најтраженијих бегунаца ФБИ-ја, а чуо је Бандија како каже: „Волео бих да сте ме убили.“

## Поновно суђење
Након промене места догађаја у Мајамију, Банди се судио за убиства и нападе Чи Омега у јуну 1979. Суђење је пратило 250 новинара са пет континената и било је прво које је на националном нивоу емитовано у Сједињеним Државама. Упркос присуству пет адвоката именованих од суда, Банди је поново водио већи део сопствене одбране.
Током фазе суђења, Банди је искористио опскурни закон са Флориде, предвиђајући да изјава о браку на суду, у присуству судије, представља законски брак. Док је испитивао бившу сарадницу ДЕС-а из државе Вашингтон, Керол Ен Бон - која се преселила на Флориду, близу Бандија, током оба суђења сведочила је у његово име и поново сведочила у његово име као лични сведок - тражио је да се уда за њега. Прихватила је, а Банди је суду изјавио да су законито венчани.
На суђењу су пресудно сведочење дали чланови сестринства Чи Омега Кони Хастингс, које су те вечери поставили Бандија у близину куће Чи Омега, и Нита Неари, која га је видела како излази из сестринске куће ухвативши оружје за убиство, дрво храста. Инкриминишући физички докази укључивали су утиске о ранама од уједа које је Банди нанео на леву део задњице Лисе Леви, а који су форензички одонтолози Ричард Сувирон и Ловел Левин подударали са одливцима Бандијевих зуба. Порота је већала непуних седам сати пре него што га је 24. јула 1979. године осудила за убиства Бовмана и Леви, три тачке покушаја убиства првог степена (за нападе на Клејнера, Чендлера и Томас) и две тачке провале. Судски судија Едвард Коварт изрекао је смртне казне за осуђујуће пресуде за убиство.
Дана 10. фебруара 1980. Банди је трећи пут осуђен на смрт електричним ударом. Како је казна објављена, он је наводно стајао и викао: „Реците пороти да су погрешили!“ Ова трећа смртна казна била би казна која је на крају извршена скоро девет година касније.
У октобру 1981. Бон је родила ћерку и за оца именовала Бандија. Иако брачне посете нису биле дозвољене у затвору Рејнфорд, затвореници су знали да удружују новац како би подмићивали стражаре како би им омогућили интимно време насамо са женама посетиоцима.

## Смрт
Смртна пресуда над Бандијем је извршена 24. јануара 1989. у Мајамију, Флорида, Сједињене Америчке Државе. Верује се да је убио више од 30 жена, али се не зна тачан број. После више од деценије енергичног порицања, на крају је признао 30 убистава, премда је укупан број жртава остао непознат. Процењено је на око 29 до преко 100, уопштена процена је 35 жртава. Типично за њега, Банди би ударио тојагом жртву, а затим давио до смрти. Такође се терети за силовање и некрофилију.

## Модус операнди и профил жртви
Банди је био необично организован и прорачунљив злочинац који је годинама користио своје широко знање о методологијама за спровођење закона како би избегао идентификацију и хватање. Његова места злочина била су распоређена на великим географским подручјима; број његових жртава попео се на најмање 20 пре него што је постало јасно да бројни истражитељи у широко различитим јурисдикцијама лове истог човека. Његове методе напада биле су тупа траума и дављење, две релативно тихе технике које су се могле постићи уобичајеним предметима за домаћинство. Намерно је избегавао ватрено оружје због буке коју су производили и балистичких доказа које су оставили за собом. Био је „педантни истраживач“ који је детаљно истраживао своје окружење, тражећи сигурна места за одузимање и одлагање жртава. Био је необично вешт у минимизирању физичких доказа. Његови отисци прстију никада нису пронађени на месту злочина, нити било који други непобитни доказ његове кривице, чињеницу коју је често понављао током година у којима је покушавао да одржи невиност.
Бандијев модус операнди еволуирао је у организацији и софистицираности током времена, што је типично за серијске убице, према стручњацима ФБИ-ја. Рано се састојало од насилног касноноћног уласка праћеног насилним нападом тупим оружјем на уснулу жртву. Оставио је Спаркс мртвом док је Хили киднапована. Како се његова методологија развијала, Банди се све више организовао у избору жртава и места злочина. Правио је разне варке дизајниране да намаме жртву у близину свог возила где је претходно ставио оружје, обично траку за ломљење. У многим случајевима носио је гипс на једној нози или ремен на једној руци, а понекад је и клецао на штакама, а затим затражио помоћ да нешто носи у своје возило. Бандија су сматрали згодним и харизматичним, особинама које је искористио да би стекао поверење својих жртава и људи око себе у свом свакодневном животу. „Тед је намамио жене“, написао је Мичод, „начин на који беживотни свилени цвет може да превари медоносну пчелу.“ У ситуацијама када његов изглед и шарм нису били корисни, позвао се на ауторитет идентификујући се као полицајац или ватрогасац. Једном када би их Банди имао у близини или у свом возилу, надвладао би их и ударио, а затим их обуздао лисицама. Затим би их транспортовао на унапред одабрано секундарно место, често на знатној удаљености, и задавио би их лигатурама током чина силовања.
На секундарним местима уклонио је и касније спалио одећу жртве или их је барем у једном случају депоновао у канту за прикупљање Гудвил Индустрис.Банди је објаснио да је уклањање одеће било ритуално, али и практично, јер је смањило шансу да се на месту злочина оставе трагови који би могли на њега утицати (производна грешка у влакнима из његове сопствене одеће, иронично, пружала је кључну инкриминишућу везу са Кимберли Лич.)Често је посећивао своја секундарна места злочина да би се умешао у дела некрофилије, и дотерао лешеве. 
Све познате жртве Бандија биле су беле жене, већином из средњег слоја. Готово све су биле између 15 и 25 година, а већина су били студенти. Очигледно никада није пришао никоме кога је раније могао срести. (У њиховом последњем разговору пре погубљења, Банди је рекао Клепферу да се намерно држао подаље од ње „када је у себи осетио снагу своје болести“.) Рул је приметила да је већина идентификованих жртава имала дугу равну косу, са раздељком у средини - попут Стефани Брукс, жене која га је одбила и за коју се он касније заручио, а затим је одбио заузврат. Рул је нагађала да је Бандијево непријатељство према својој првој девојци изазвало његово дуготрајно дивљање и натерало га да тражи жртве које личе на њу. Банди је ово негирао.
Након Бандијева погубљења, Ен Рул је била изненађена и забринута када је чула бројне „осетљиве, интелигентне, љубазне младе жене“, које су написале или назвале да су дубоко депресивне јер је Банди мртав. Многи су се дописивали с њим, „сваки верујући да му је она једина“. Неколико је рекло да су претрпеле нервни слом када је умро. „Чак и у смрти, Тед је оштетио жене“, написала је Рул. "Да би оздравиле, морају схватити да их је преварио главни преварант. Тугују за човеком из сенке који никада није постојао."

## Патологија
Банди је био подвргнут више психијатријских прегледа; закључци стручњака су били различити. Дороти Луис, професор психијатрије на Медицинском факултету Универзитета у Њујорку и ауторитет за насилно понашање, у почетку је поставила дијагнозу биполарног поремећаја, али је касније више пута мењала свој утисак. Такође је предложила могућност вишеструког поремећаја личности, на основу понашања описаног у интервјуима и сведочењу суда: пра тетка је била сведок епизоде током које се Банди „чинило да се претворио у другу, непрепознатљиву особу ... [она] је изненада, необјашњиво пронађена и сама се плашила свог омиљеног нећака док су заједно чекали на сумраку затамњеној железничкој станици. Претворио се у странца. " Луис је испричала причу затворског службеника у Талахасију описујући сличну трансформацију:„ Рекао је: „Постао је чудан". Направио је метаморфозу, промену тела и лица и осетио је да из њега излази готово мирис. Рекао је: 'Скоро потпуна промена личности ... то је био дан када сам га се плашио."
Иако су стручњаци сматрали да је Бандијева прецизна дијагноза неухватљива, већина доказа указивала је на биполарни поремећај или друге психозе и на антисоцијални поремећај личности (АСПД). Банди је показао многе особине личности које се обично могу наћи код пацијената са АСПД (који се често идентификују као „социопате“ или „психопате“), попут спољашњег шарма и харизме са мало истинске личности или истинског увида испод фасаде; способност разликовања исправног од погрешног, али са минималним утицајем на понашање и одсуством кривице или кајања.